# Anchoa (género)
Anchoa es un género de peces clupeiformes de la familia Engraulidae. La palabra “anchoa“ proviene del griego.

## Especies
Se reconocen 35 especies dentro del género:
- Anchoa analis (R. R. Miller, 1945)
- Anchoa argentivittata (Regan, 1904)
- Anchoa belizensis (Thomerson & D. W. Greenfield, 1975)
- Anchoa cayorum (Fowler, 1906) (Key anchovy)
- Anchoa chamensis Hildebrand, 1943
- Anchoa choerostoma (Goode, 1874)
- Anchoa colonensis Hildebrand, 1943
- Anchoa compressa (Girard, 1858)
- Anchoa cubana (Poey, 1868) (Cuban anchovy)
- Anchoa curta (D. S. Jordan & C. H. Gilbert, 1882)
- Anchoa delicatissima (Girard, 1854) (Slough anchovy)
- Anchoa eigenmannia (Meek & Hildebrand, 1923)
- Anchoa exigua (D. S. Jordan & C. H. Gilbert, 1882)
- Anchoa filifera (Fowler, 1915)
- Anchoa helleri (C. L. Hubbs, 1921)
- Anchoa hepsetus (Linnaeus, 1758)
- Anchoa ischana (D. S. Jordan & C. H. Gilbert, 1882)
- Anchoa januaria (Steindachner, 1879)
- Anchoa lamprotaenia Hildebrand, 1943
- Anchoa lucida (D. S. Jordan & Gilbert, 1882)
- Anchoa lyolepis (Evermann & M. C. Marsh, 1900)
- Anchoa marinii Hildebrand, 1943
- Anchoa mitchilli (Valenciennes, 1848)
- Anchoa mundeola (C. H. Gilbert & Pierson, 1898)
- Anchoa mundeoloides (Breder, 1928)
- Anchoa nasus (Kner & Steindachner, 1867)
- Anchoa panamensis (Steindachner, 1877)
- Anchoa parva (Meek & Hildebrand, 1923)
- Anchoa pectoralis Hildebrand, 1943
- Anchoa scofieldi (D. S. Jordan & Culver, 1895)
- Anchoa spinifer (Valenciennes, 1848)
- Anchoa starksi (C. H. Gilbert & Pierson, 1898)
- Anchoa tricolor (Spix & Agassiz, 1829)
- Anchoa trinitatis (Fowler, 1915)
- Anchoa walkeri W. J. Baldwin & Chang, 1970